# Hylaeus scutulus
Hylaeus scutulus là một loài Hymenoptera trong họ Colletidae. Loài này được Vachal mô tả khoa học năm 1894.